# I ricordi d'infanzia
Ricordi d'infanzia è una raccolta di appunti a carattere autobiografico di Giuseppe Tomasi di Lampedusa, redatti nell'estate del 1955 e pubblicati postumi nel 1961.

## Storia editoriale
L'opera, rimasta incompleta, nelle intenzioni dell'autore non era destinata alla pubblicazione. Fu però pubblicata postuma nel 1961, quattro anni dopo la morte dell'autore, e tre dopo la pubblicazione (anch'essa postuma) de Il Gattopardo. La casa editrice Feltrinelli, dopo il grande successo del romanzo decise di pubblicare anche la raccolta delle opere minori sotto il generico titolo di Racconti. La cura della raccolta fu affidata a Giorgio Bassani, all'epoca consulente e direttore editoriale della Feltrinelli, che si avvalse dell'ausilio di Alexandra Wolff Stomersee, detta Licy, vedova di Lampedusa che fornì i dattiloscritti dei testi, redatti sotto sua personale dettatura. La vedova oltre a intitolare il testo Luoghi della mia prima infanzia, cercò di dare agli appunti sparsi una struttura narrativa maggiormente delineata e organica. Le modifiche che operò, tuttavia, non si limitarono alla forma, ma intaccarono anche il contenuto, infatti, avendo ben presente la natura memorialistica e privata che il marito aveva dato al testo, la vedova eliminò molti riferimenti personali, alterò nomi, luoghi e soppresse addirittura interi aneddoti, snaturando profondamente lo scritto. Dopo la morte di Licy Lampedusa, avvenuta nel 1982, fu ritrovato l'originale autografato completo in un blocco per appunti di medio formato a quadretti piccoli, recante il titolo che Lampedusa gli aveva dato: Ricordi d'infanzia. Le memorie furono quindi ripubblicate, corrette e revisionate da Gioacchino Lanza Tomasi, nel 1988.

## Legame conIl Gattopardo
La stesura dei Ricordi d'infanzia è intimamente legata a quella de Il Gattopardo. L'idea iniziale per il romanzo aveva limiti cronologici radicalmente diversi da quelli cinquantennali che avrebbe assunto nell'ultima revisione; sulla scia dell'Ulisse di James Joyce (opera che l'autore conosceva profondamente), il romanzo doveva essere racchiuso nei limiti di un solo giorno, tanto che il titolo provvisorio scelto dall'autore era La giornata di un siciliano. Lampedusa confidò a Lanza Tomasi: «Saranno 24 ore della vita di mio bisnonno, il giorno dello sbarco di Garibaldi» ; l'unità di tempo stabilita nel progetto iniziale, fu mantenuta nella prima parte del romanzo, ultimata e completata nel giugno 1955 con l'inserimento dei flash-back di Re Ferdinando II di Borbone e del soldato morto nel giardino di Villa Salina. A seguito di questa revisione la vena creativa di Lampedusa incontrò una secca, dovuta a due ragioni principali: da un lato l'autore si scontrò con problemi tecnici, incertezze sulla struttura e la materia affrontate nel romanzo; dall'altro dovette confrontarsi con l'esplosione di ricordi che riemersero dal fondo sabbioso della mente, smosso dal tumulto della scrittura. Queste sono le circostanze in cui nacque nell'autore l'idea di scrivere le proprie memorie, organizzando in una struttura ordinata e metodica il materiale mnemonico ed emozionale.

## Struttura
I Ricordi avevano nelle intenzioni dell'autore un respiro molto più ampio di quello finale, infatti, egli presentò al lettore, una struttura complessa e articolata, che non trovò mai la completa realizzazione: «Vorrei dividere queste Memorie in tre parti. La prima, Infanzia, condurrà sino alla mia frequentazione del Liceo. La seconda Giovinezza sino al 1925. La terza Maturità sino ad oggi, data in cui considero che cominci la vecchiaia». Dell'iniziale tripartizione Lampedusa stese solo la prima parte dell’Infanzia, che però non fu mai completata; la narrazione si arresta alle prime lezioni di letture impartitegli da una rustica maestra elementare, siamo pertanto, ben lontani dagli anni del Liceo indicati come zona di cesura tra la prima e la seconda parte.
In questo testo, Lampedusa, racconta dei luoghi che hanno segnato la sua infanzia, Villa Lampedusa di Palermo e Santa Margherita Belice.